# Erich Beer
Erich Beer (Neustadt bei Coburg, 1946. december 9. –) nyugatnémet válogatott Európa-bajnoki ezüstérmes német labdarúgó, középpályás, edző.

## Pályafutása

### Klubcsapatban
1953-ban az SpVgg Ebing csapatában kezdte a labdarúgást. 1960 és 1967 között a VfL Neustadt/Coburg korosztályos együtteseiben játszott. Ifjúsági pályafutását a SpVgg Fürth csapatában fejezte be az 1967–68-as idényben. Ebben az idényben szerződtette az élvonalbeli 1. FC Nürnberg, ahol 1969-ig játszott és tagja volt az 1967–68-as bajnokcsapatnak. 1969 és 1971 között a Rot-Weiß Essen, 1971 és 1979 között a Hertha BSC labdarúgója volt. Összesen 342 bajnoki mérkőzésen szerepelt ebben a három csapatban és 95 gólt szerzett. 1979 és 1981 között a szaúd-arábiai Al-Ittihad csapatában játszott. 1981-ben hazatért és egy szezont játszott a TSV 1860 München csapatában mielőtt visszavonult az aktív labdarúgástól.

### A válogatottban
1975 és 1978 között 24 alkalommal szerepelt a nyugatnémet válogatottban és hét gólt szerzett. Tagja volt 1976-os Európa-bajnoki ezüstérmes csapatnak. Részt vett az 1978-as argentínai világbajnokságon.

### Edzőként
1983-ban és 1984-ben utolsó klubjának, a TSV 1860 München edzője volt. 1985-ben a SpVgg Bayreuth együttesének szakmai munkáját irányította.

## Sikerei, díjai
NSZK
- Európa-bajnokság
  - ezüstérmes: 1976, Jugoszlávia

 1. FC Nürnberg
- Nyugatnémet bajnokság (Bundesliga)
  - bajnok: 1967–68